# Ctenanthe

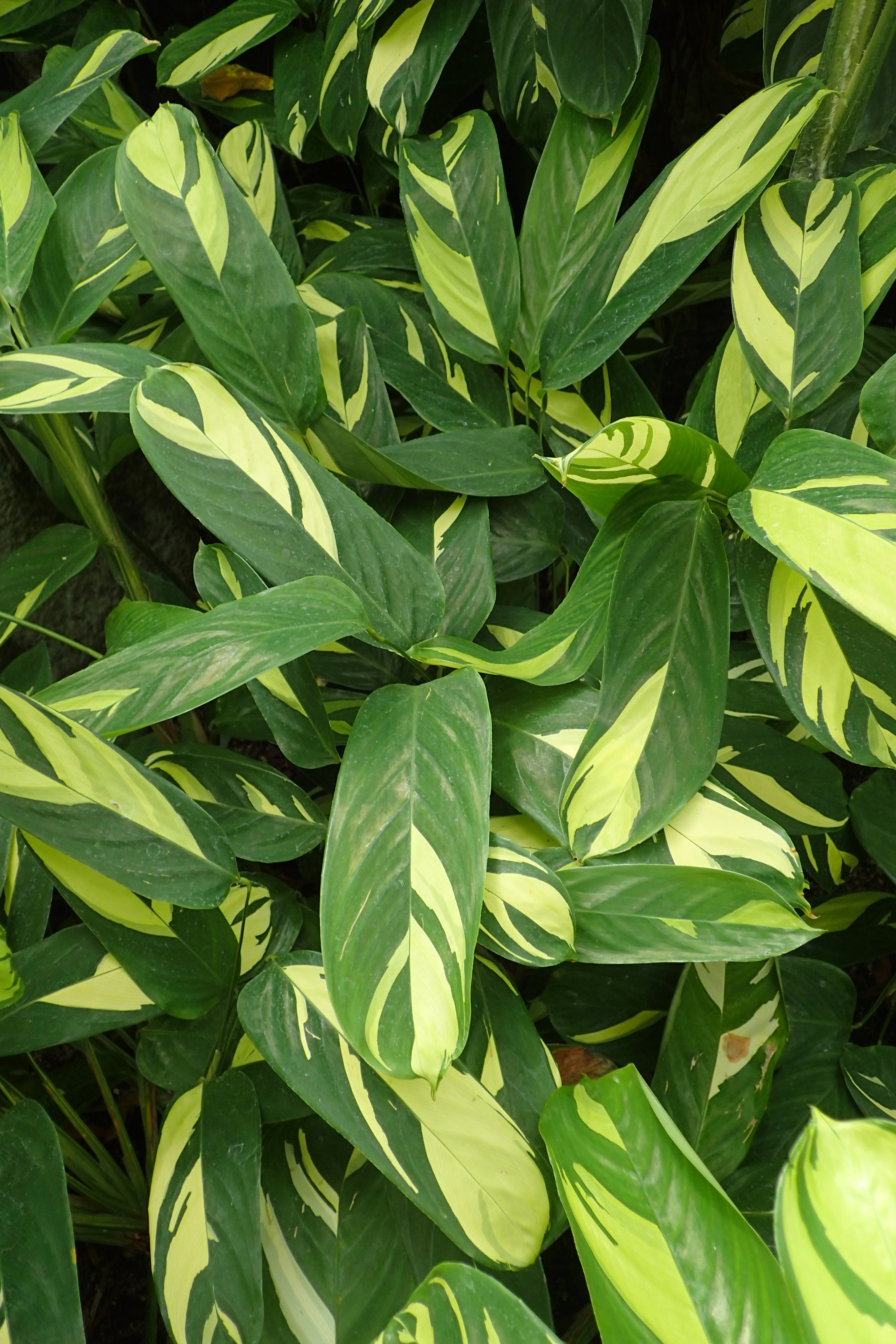
Ctenanthe lubbersiana

Ctenanthe Eichler − rodzaj roślin z rodziny marantowatych. Należy do niego 15 gatunków występujących w Ameryce Środkowej i Południowej. Uprawiane jako rośliny pokojowe.
Nazwa naukowa rodzaju pochodzi od greckich słów κτένα (ktena – grzebień) i άνθος (anthos – kwiat) i odnosi się do ułożenia liści przykwiatowych w kwiatostanach tych roślin. 

## Morfologia
PokrójWieloletnie rośliny zielne.
LiścieDługoogonkowe liście odziomkowe oraz krótkoogonkowe łodygowe i te zwykle zebrane w grupę. Jednolicie zielone lub niekiedy z kremowymi paskami wzdłuż brzegów (C. setosa) lub różnobarwne, u C. lubbersiana odosiowo żółtawozielone, u pozostałych gatunków czerwone do purpurowych.
KwiatyZebrane w kwiatostany złożone z od 2 do 12 zredukowanych wiech, z nachodzącymi na siebie, trwałymi, zielonkawymi podsadkami. Rurka korony krótka, zwykle połowy długości łatek lub tej samej długości. Dwa zewnętrzne prątniczki listkowate. Zalążnia jednokomorowa z pojedynczym zalążkiem.

## Systematyka
Pozycja systematycznaRodzaj z rodziny marantowatych (Marantaceae) z rzędu imbirowców (Zingiberales).
Wykaz gatunków
- Ctenanthe amabilis (É.Morren) H.Kenn. & Nicolson
- Ctenanthe amphiandina L.C.Anderson
- Ctenanthe burle-marxii H.Kenn.
- Ctenanthe casupoides Petersen
- Ctenanthe compressa (A.Dietr.) Eichler
- Ctenanthe dasycarpa (Donn.Sm.) K.Schum.
- Ctenanthe ericae C.L.Andersson
- Ctenanthe glabra (Körn.) Eichler
- Ctenanthe kummeriana (É.Morren) Eichler
- Ctenanthe lanceolata Petersen
- Ctenanthe lubbersiana (É.Morren) Eichler ex Petersen
- Ctenanthe marantifolia (Vell.) J.M.A.Braga & H.Gomes
- Ctenanthe muelleri Petersen
- Ctenanthe oppenheimiana (É.Morren) K.Schum.
- Ctenanthe setosa (Roscoe) Eichler

## Zastosowanie użytkowe
Niektóre gatunki uprawiane są jako rośliny pokojowe. W uprawie znajdują się również kultywary, na przykład Ctenanthe oppenheimiana 'Tricolor' z kremowobiałymi kleksami na liściach, 'Variegatus' tego samego gatunku, z białymi i zielonymi paskami, a także C. pilosa 'Golden Mosaic' z nieregularnymi żółtymi plamami.
W uprawie mają wymagania podobne do roślin z rodzaju Goeppertia.  